# Iain Glen
Iain Alan Sutherland Glen, conegut simplement com a Iain Glen   (Edimburg, 24 de juny de 1961), és un actor de cinema, televisió i teatre escocès.

## Biografia
Glein va néixer a Edimburg i va estudiar a l'Edinburgh Academy, un col·legi independent per a nois. Va assistir a la Universitat d'Aberdeen i va entrar a la Royal Academy of Dramatic Art.

## Carrera professional
El 1990 va guanyar l'Os de Plata a la millor interpretació masculina en la 40a edició del Festival Internacional de Cinema de Berlín pel seu paper a la pel·lícula Silent Scream.
El 20 d'agost del 2009, deu anys després, va anunciar que faria de Ser Jorah Mormont en la sèrie de televisió Game of Thrones de la cadena HBO, basada en la sèrie literària Cançó de gel i de foc de l'escriptor estatunidenc George R. R. Martin.
Ha aparegut a altres sèries de televisió com Doctor Who el 2010 i a la segona temporada de Downton Abbey com a pretendent de Lady Mary. Entre el 2012 i el 2013 va representar el paper de Paul en la sèrie dramàtica Prisoners' Wives de la BBC.

## Filmografia

### Cinema
- Gorillas in the Mist (1988) - Brendan
- Una crida a mitjanit (1988) - Wallace Sharp
- Les muntanyes de la Lluna (1990) - John Hanning Speke
- Fools of Fortune: Un temps passat (1990) - Willie Quinton
- Rosencrantz and Guildenstern han mort (Rosencrantz and Guildenstern Are Dead)' (1990) - Hamlet
- Silent Scream (1990) - Larry Winters
- 30 Door Key (Ferdydurke) (1991) - Joey
- The Young Americans (1993) - Edward Foster
- Mararía (1998) - Bertrand
- Paranoia (Paranoid) (2000) - Stan
- Beautiful Creatures (2000) - Tony
- Lara Croft: Tomb Raider (2001) - Manfred Powell
- Gabriel & Me (2001) - Pare
- Et dono la meva ànima (2002) - Dr. Carl Gustav Jung
- Darkness (2002) - Mark
- Els nens de Sant Judes (2003) - Hermano John
- Spy Sorge (2003) - Richard Sorge
- Resident Evil: Apocalipsi (2004) - Dr. Isaacs
- L'humanoide perdut (Man to Man) (2005) - Alexander Auchinleck
- El regne del cel (2005) - Ricardo Corazón de León
- Tara Road (2005) - Danny
- Vagabond Shoes (Cortometraje) (2005) - Alec Murray
- Small Engine Repair (2006) - Doug
- The Last Legion (2007) - Orestes
- La revolució de la Sra. Ratcliffe (2007) - Frank Ratcliffe
- Resident Evil: Extinció (2007) - Dr. Isaacs
- Slapper (curtmetratge) (2008) - Red/Michael Simmons
- El cas de la infidel Klara (2009) - Denis
- Harry Brown (2009) - S. I. Childs
- Pope Joan (2009) - Sacerdote
- La dama de ferro (2011) - Alfred Roberts

### Televisió
- Taggart (un episodi, 1986) - Scott Adair
- The Fear (cinc episodis, 1988) - Carl Galton
- Screen Two (tres episodis, 1986-1989) - diversos papers
- Adam Bede (1992) - Adam Bede
- Frankie's House (1992) - Tim Page
- Screen One (un episodi, 1992) - Cmdr. Powell
- Missus (1993) - Mossèn Pietro Salviati
- Death of a Salesman (1996) - Biff
- Painted Lady (1997) - Sebastian Stafford
- Trial & Retribution (dos episodis, 1998) - Damon Morton
- The Wyvern Mystery (2000) - Charles Fairfield
- Glasgow Kiss (sis episodis, 2000) - Stuart Morrison
- Anchor Me (2000) - Nathan Carter
- Impact (2002) - Marcus Hodge
- Coronation Street (un episodi, 2002) - Mick Hopwood
- Carla (2003) - Daniel
- Las aventuras de David Balfour (2005) - Alan Breck
- The Relief of Belsen (2007) - James Johnston
- Starting Over (2007) - Gregor Dewhurst
- City of Vice (cinc episodis, 2008) - John Fielding
- The Diary of Anne Frank (cinc episodis, 2009) - Otto Frank
- Law & Order: UK (un episodi, 2009) - Luke Slade
- Into the Storm (2009) - Rey Jorge VI
- The Guards (2010) - Jack Taylor
- Masterpiece Theatre (un episodi, 2010) - Otto Frank
- Doctor Who (dos episodis, 2010) - Octavian
- Spooks (vuit episodis, 2010) - Vaughan Edwards
- Downton Abbey (un episodi, 2011) - Richard Carlisle
- Game of Thrones (quatre episodis, 2011-present) - Jorah Mormont
- Jack Taylor: The Pikemen (2011, postproducció) - Jack Taylor
- Jack Taylor: The Magdalen Martyrs (2011, posrproducció) - Jack Taylor
- Reyka (2021)

### Teatre
| Any  | Obra                     | Personatge   | Director/a  | Teatre                 | Notes           |
| ---- | ------------------------ | ------------ | ----------- | ---------------------- | --------------- |
| 2010 | Ghosts                   |              |             | Duchess Theatre        |                 |
| 2009 | Separate Tables          |              |             |                        |                 |
| 2008 | Scenes From a Marriage   |              | Trevor Nunn | Belgrade Theatre       |                 |
| 2006 | The Crucible             | John Proctor |             | Gielgud Theatre        |                 |
| 2005 | Hedda Gabler             |              |             | Duke Of York's Theatre |                 |
| 2003 | The Seagull              |              |             |                        |                 |
| 2002 | A Streetcar Named Desire |              |             | National Theatre       | amb Glenn Close |
| 1998 | The Blue Room            |              |             |                        |                 |
| 1996 | Martin Guerre            |              |             |                        |                 |
| 1994 | The Broken Heart         |              |             |                        |                 |

## Premis i nominacions

### Premis
- 1990. Os de Plata a la millor interpretació masculina per Silent Scream